# Los Lagos de Copenhague
Los Lagos ( Danish: Søerne ) de Copenhague, Dinamarca, son una hilera de tres lagos rectangulares que se curvan alrededor del margen occidental del centro de la ciudad, formando una de las características más antiguas y distintivas de la topografía de la ciudad. Los senderos que los rodean son muy frecuentados por paseantes, ciclistas y corredores.

## Historia
La zona donde ahora se encuentran los lagos era originalmente un largo arroyo en forma de arco, justo fuera de las murallas de la ciudad. A principios de la Edad Media, la necesidad de agua para accionar molinos impulsó la construcción de una presa, que a su vez provocó la creación del Peblinge Sø.
A raíz de un asedio a Copenhague en 1523, la ciudad decidió ampliar los atrincheramientos para mejorar las fortificaciones. Se amplió el dique de Peblinge Sø y se creó otro lago, Sortedams Sø. A principios del siglo XVI, se crearon otros diques que formaron el Sankt Jørgens Sø. Esto permitió inundar las orillas y los lagos en caso de ataque.
Peblinge Sø y Sortedams Sø también sirvieron como embalses para la ciudad y, entre 1705 y 1727, se limpiaron y excavaron para alcanzar una mayor profundidad. También se enderezaron los bordes, dándoles su forma actual. A mediados del siglo XVIII dejaron de utilizarse como fuente de agua potable debido a la mala calidad del agua. En su lugar se utilizó Sankt Jørgens Sø, que se limpió y adecuó de forma similar a los otros dos lagos, 120 años antes. Hasta el final de la Segunda Guerra Mundial, desempeñó un papel fundamental como embalse de Copenhague y como embalse de reserva hasta 1959.
El primer Fredensbro (puente) se construyó sobre el Sortedams Sø en 1878 y era un pequeño puente de madera. El actual Fredensbro es un dique ancho que separa las dos cuencas. Fue construido entre 1976 y 1977.
En 1929 se construyeron las laderas verticales de Peblinge Sø y Sortedams Sø, así como los caminos que rodean los lagos. En la década de 1960 se sugirió la construcción de un anillo urbano de cuatro carriles (denominado Søringen), pero el proyecto se abandonó y los lagos obtuvieron el estatus de zona protegida en 1966.
Fugleøen (la Isla de los Pájaros) se encuentra en la cuenca norte del Sortedams Sø. Saltó a la fama en 1967, cuando un grupo de activistas la «liberó» y la declaró Estado independiente de Dinamarca.
En la década de 2010, los gobiernos locales de Copenhague y Frederiksberg estudiaron planes para crear un parque alrededor de Sankt Jørgens Sø, con el doble propósito de actuar como cuenca de detención para las aguas de las inundaciones provocadas por las fuertes lluvias. Probablemente como consecuencia del calentamiento global, los chaparrones se han vuelto mucho más frecuentes en Dinamarca, lo que hace insuficientes las tuberías de alcantarillado diseñadas para los antiguos patrones climáticos; el uso de Sankt Jørgens Sø como cuenca de detención es solo uno de los muchos proyectos de este tipo en Copenhague.No obstante, los planes propuestos se dejaron de lado en gran medida tras las críticas masivas del público, que eliminaron cualquier apoyo político para cuestionar el estatus de protección de Sankt Jørgens Sø y los otros lagos.

## Geografía

Disposición básica de los lagos

El conjunto está formado por tres lagos artificiales divididos en cinco cuencas.
- El lago de San Jorge (Sankt Jørgens Sø) está formado por dos cuencas (sur y norte), con el punto más meridional en el Planetario Tycho Brahe y el punto más septentrional en Gyldenløvesgade (una continuación del bulevar H. C. Andersens que pasa por la Plaza del Ayuntamiento). Las dos cuencas están divididas por un dique que sirve de cimiento a la calle Kampmannsgade.
- Peblinge Sø (lago de los estudiantes). Se trata de una cuenca ubicada entre Gyldenløvesgade y Dronning Louises Bro (en español: Puente de la Reina Luisa), que es la continuación de Nørrebrogade. La palabra pebling significa «pequeño sacerdote» y se utilizaba metafóricamente para designar a cualquier estudiante de las escuelas primarias y secundarias de Dinamarca durante la época en que la Iglesia era la única encargada de la educación.[4]
- El Sortedams Sø (en español, «Lago del Estanque Negro» o «Lago del Dique Negro») consta de dos cuencas (norte y sur). La más meridional está junto al puente Dronning Louises Bro, mientras que la más septentrional está junto a Østerbro. Los lagos están separados por el puente Fredensbro (Puente de la Paz).

## Agua

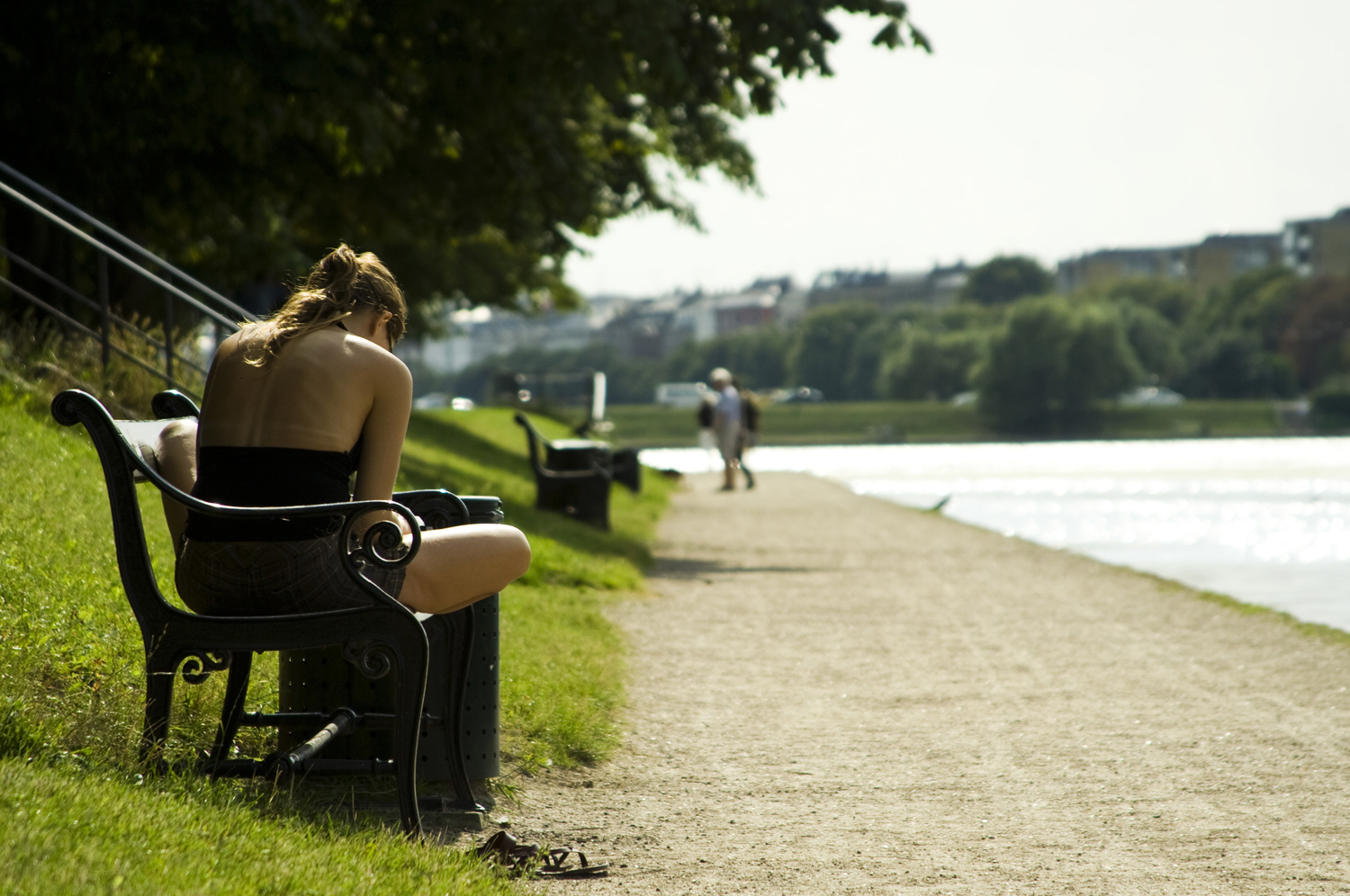
Leyendo en el lago Sortedam

La entrada a los lagos se realiza a través de arroyos entubados (Grøndalsåen, Lygteåen y Ladegårdsåen). Estos arroyos suministran agua conjuntamente de la zona húmeda de Utterslev Mose, del lago Emdrup Sø y, en menor medida, del lago Damhussøen. Ladegårdsåen pasó de ser un arroyo abierto a un arroyo entubado en 1925 y discurre bajo las calles Ågade y Åboulevarden. Suministra agua a Peblinge Sø y desemboca cerca del pabellón Søpavillonen (en español, Pabellón del Lago). Desde los lagos, el agua se conduce más adelante hasta los lagos de Østre Anlæg, el atrincheramiento de Fredrikshavn y Øresund, pasando por el extremo norte de Sortedams Sø. El agua permanece en los lagos una media de aproximadamente un año.
El agua de Utterslev Mose y Emdrup Sø es muy rica en nutrientes. Como consecuencia, se formaron grandes cantidades de algas en los lagos y el agua se volvió bastante turbia, lo que dificultó la vida animal y vegetal. En 1999, el ayuntamiento de Copenhague construyó una depuradora junto a Emdrup Sø para tratar el agua que conducía a los lagos. Esto permitió recuperar el medio acuático. Actualmente, el agua es mucho más clara y hay vida animal y vegetal. 

## Usar
Los lagos se utilizan principalmente como zona de recreo y los senderos que los rodean son populares para pasear y correr . La distancia total alrededor de los lagos es de 6,4 km.
Sankt Jørgens Sø tiene una profundidad de entre 4 y 5 metros y paredes inclinadas. Los demás lagos tienen una profundidad de 2,5 metros y bordes verticales duros (de granito). En Sortedams Sø se han creado dos islas artificiales. Se llaman Fiskeøen (la isla de los peces) y Fugleøen (la isla de los pájaros) y ambas sirven de santuario para las aves.

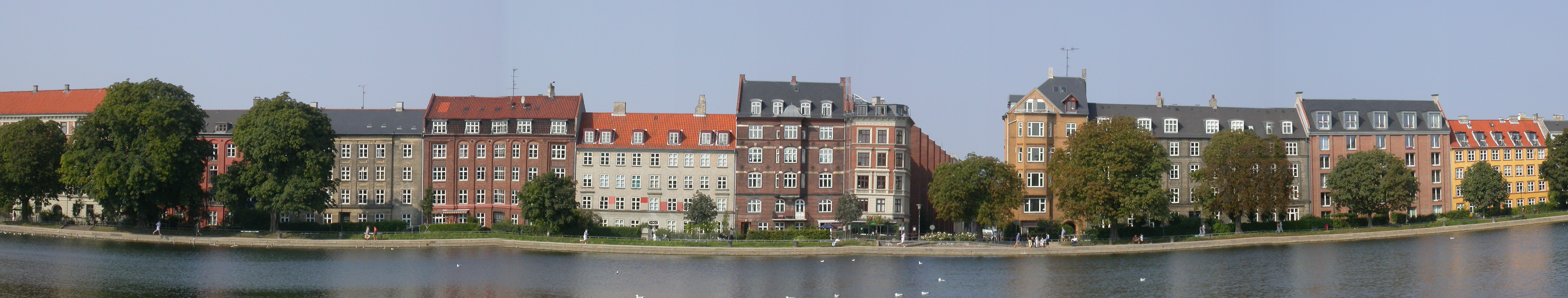
Vista panorámica del lado de Nørrebro del lago Peblinge.